# 美川圭
美川 圭（みかわ けい、男性、1957年3月5日 - ）は、日本の歴史学者、立命館大学文学部教授。専門は日本中世史。博士（文学）（京都大学）（1998年）。東京都出身。

## 略歴
- 1975年 麻布高等学校卒業
- 1981年 京都大学文学部卒業
- 1985年 京都大学大学院文学研究科修了
- 1988年 京都大学大学院文学研究科国史学専攻博士後期課程指導認定退学、財団法人冷泉家時雨亭文庫調査員
- 1993年 摂南大学国際言語文化学部助教授
- 1998年 「院政の研究」で博士（文学）（京都大学）
- 2003年 摂南大学国際言語文化学部教授
- 2005年 摂南大学外国語学部教授
- 2012年 立命館大学文学部教授

## 著書
- 『院政の研究』臨川書店 1996
- 『白河法皇 中世をひらいた帝王』日本放送出版協会「NHKブックス」2003／角川ソフィア文庫 2013
- 『院政 もうひとつの天皇制』中公新書 2006、増補版2021年4月
- 『後白河法皇 日本第一の大天狗』ミネルヴァ書房「日本評伝選」2015
- 『後三条天皇 中世の基礎を築いた君主』山川出版社「日本史リブレット人」2016
- 『公卿会議 論戦する宮廷貴族たち』中公新書 2018
- 『摂関政治から院政へ』〈京都の中世史 1〉佐古愛己・辻浩和共著、吉川弘文館、2021年11月　ISBN　9784642068604
- 『院政期の都市京都と政治』吉川弘文館　2024　ISBN　9784642029896